# Robin Millhouse

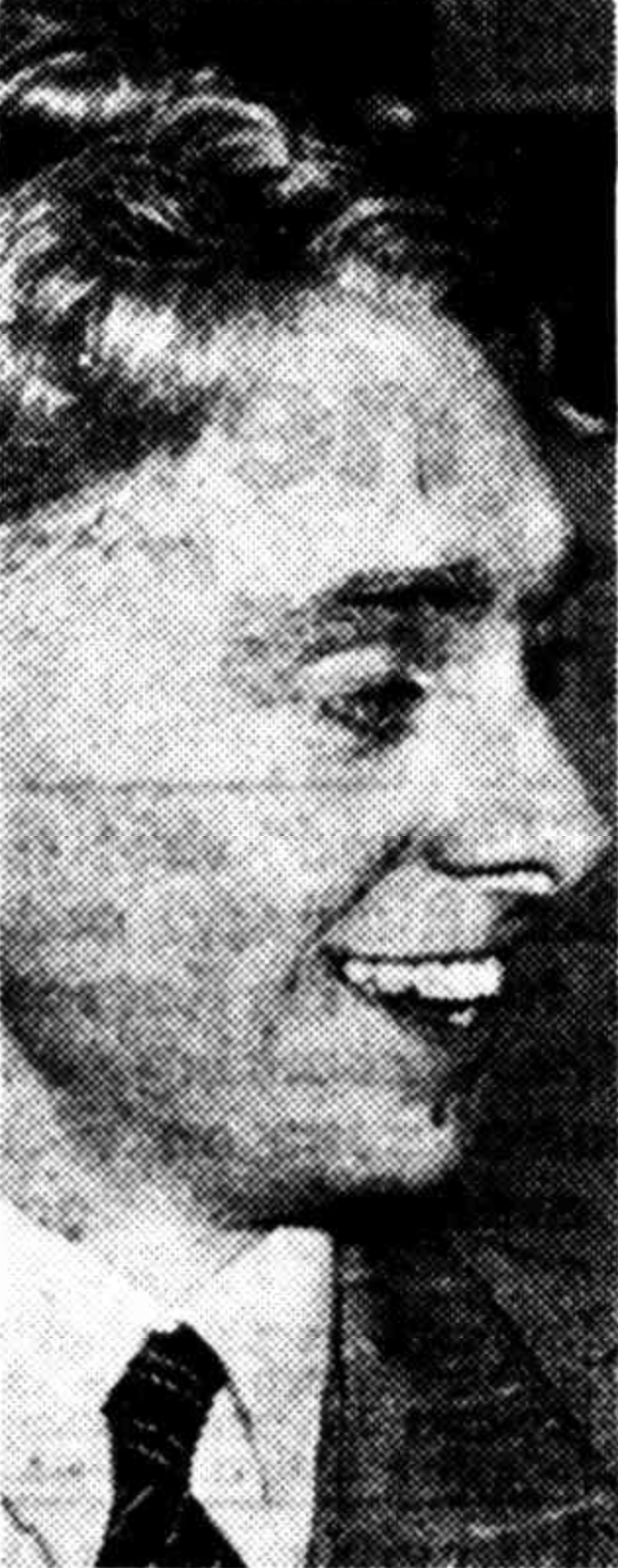
Millhouse (1951)

Robin Rhodes Millhouse, QC (* 9. Dezember 1929 in Adelaide, Australien; † 27. April 2017 in Sydney) war ein australischer Jurist und Politiker. Er hielt die Stellungen des Chief Justice of Nauru, des 39. Attorney-General of South Australia, des ersten Abgeordneten der Australian Democrats, sowie des Chief Justice von Kiribati und Nauru sowie eines Richters des High Court von Tuvalu.

## Leben
Millhouse wurde in Adelaide geboren. Seine Eltern waren der Anwalt Vivian Rhodes Millhouse (1902–1963) und Grace Lily (Lilly) Millhouse, née Ayliffe (1900–1990). Millhouse erwarb 1951 einen Bachelor of Laws (LLB) an der University of Adelaide. Seine Schulbildung hatte er an St Peter’s College, Adelaide erhalten.

### Politische Karriere
Zunächst arbeitete er als Barrister (Rechtsanwalt) und wurde am 7. Mai 1955 für den Wahlbezirk Mitcham und die Liberal and Country League (LCL) in das South Australian House of Assembly gewählt. Millhouse erwarb schnell einen Ruf als intellektuelle Treibkraft der LCL und als ein wortgewandter Sprecher für die städtische Mittelklasse der LCL.
Millhouse bewarb sich für die Auswahl der LCL für den Parteivorsitz nach der Pensionierung von Sir Thomas Playford IV. Er wurde verlor jedoch gegen Steele Hall, ein anderes Mitglied der  progressiven Faktion der LCL. Als die LCL jedoch in den Wahlen 1968 wieder an die Macht kam, erhielt Millhouse das Portfolio des Attorney-General (Generalstaatsanwalt) für Aboriginal Affairs, Social Welfare, Labour and Industry (Aborigines, Soziale Wohlfahrt, Arbeit und Industrie). In diesen Aufgaben gewann Millhouse noch stärker den Ruf eines Kämpfers für fortschrittlichen sozialen Umbau, da er daran arbeitete, South Australia zum nationalen Vorreiter in sozialen Belangen zu machen. 1969 wurde Millhouse zum Architekten und Hauptvertreter der Abtreibung aus medizinischen Gründen (abortion on health grounds), eine Entscheidung, die er später oft bereute, da in der Praxis „abortion on demand“ (Abtreibung auf Wunsch) betrieben wird. Nach den Wahlverlusten der LCL in den Wahlen 1970 wurde Millhouse am 2. Juni zum Deputy Leader der Opposition ernannt.
Nachdem die LCL 1973 ebenfalls die Wahl verloren hatte, trat Millhouse am 18. März 1973 aus der Partei aus um das Liberal Movement zu gründen, da er mit dem andauernden Konservativismus der Partei unzufrieden war. Während eine Reihe von anderen alten Mitgliedern der LCL, allen voran der ehemalige Premier Steele Hall, ebenfalls dem Liberal Movement beitraten, kehrten alle auße Millhouse letztlich zum South Australia Branch der Liberal Party of Australia zurück (1976). Millhouse entschied sich dagegen dafür, eine neue Partei zu gründen, die „New LM“. Mit dieser schloss er sich später mit der Australia Party, der Centre-Line Party und anderen Gruppen zur Australian-Democrats-Partei zusammen und wurde 1977 der erste australische  Parlamentsabgeordnete der Democrats. Als Democrat war Millhouse 1977 und 1979 im Parlament.
Als Democrat führte er seine Kampagnen für fortschrittliche soziale Themen weiter, unter anderem die Initiative eines Gesetzes zur Legalisierung von Prostitution in South Australia.

### Berufliche Karriere
South Australia
Nachdem er 1979 zum Queen's Counsel ernannt worden war, schied Millhouse am 7. Juli 1982 aus dem Parlament aus, was eine By-election (Nachwahl) zur Folge hatte. Er wurde dann Richter am South Australian Supreme Court, wo er bis zu seiner Pensionierung aufgrund hohen Alters im Dezember 1999 diente.
Weitere Berufungen
Anlässlich seiner Pensionierung gab er seine Ernennung zum Chief Justice des High Court von Kiribati bekannt. Diese Position hielt er bis Januar 2011. Daneben wirkte er als Chief Justice von Nauru ab dem 3. April 2006 bis Ende 2010.
Nach seiner Außerdienstsetzung dort wirkte er als Richter am High Court of Tuvalu ab Februar 2014 bis März 2015.

## Familie
Millhouse war seit 1957 verheiratet mit Ann († 1992) und hatte drei Töchter und zwei Söhne. Er starb am 28. April 2017 in Sydney.
Sein Onkel, Sir Eric Millhouse (1891–24. Februar 1950) war ebenfalls Rechtsanwalt und ein wichtiger Anwalt für Kriegsveteranen.